# Биткер, Герман Самойлович
Ге́рман Само́йлович (Соломонович) Би́ткер (1895 — 1937) — командующий войсками Ленинградского военного округа, ефрейтор.

## Биография
Родился в еврейской семье, изучал польский, французский, немецкий языки. Окончил реальное училище, учился на естественном факультете Лозаннского университета. Член РСДРП с 1913. Участник Первой мировой войны, ефрейтор-инструктор противогазовой обороны, окончил учебную команду.
После Февральской революции член Сормовского комитета РСДРП и Временного революционного комитета Нижнего Новгорода, вошёл в состав ВРК Нижегородского губернского комитета РСДРП(б), также член Нижегородского СНХ с февраля до мая 1918. После Октябрьской революции председатель исполнительного комитета солдатской секции Нижегородского совета рабочих и солдатских депутатов с ноября 1917, комиссар продовольствия Совета с декабря того же года. Избран делегатом на Всероссийский съезд Советов от большевиков как кандидат. 
Во время Брестских переговоров являлся левым коммунистом. Во время Гражданской войны член Реввоенсовета (РВС) Волжской военной флотилии с октября 1918 до июля 1919, а затем РВС Туркестанского фронта, с 4 августа до 15 декабря 1919 член РВС 6-й отдельной армии. С 19 декабря 1919 до 5 октября 1920 комиссар Петроградского военного округа. Получил дисциплинарное взыскание в виде 5-дневного ареста за превышение полномочий (арест четверых сотрудников снабжения на фронте).
После окончания войн торговый представитель СССР в Австрии, затем до декабря 1936 начальник Главного управления резиновой промышленности Народного комиссариата тяжёлой промышленности СССР. Арестован 12 декабря 1936 по инициативе Л. М. Заковского. Приговорён ВКВС СССР 15 июля 1937 по обвинению в участии в контр-революционной террористической и диверсионной организации к ВМН. Расстрелян в день вынесения обвинительного приговора. Захоронен на Донском кладбище в Москве. Реабилитирован посмертно 30 июня 1956.

### Звания
- ефрейтор.

### Адрес
Москва, улица Горького, дом 26-59.